# تل رسولی
تل رسولی مربوط به سده‌های میانه دوران‌های تاریخی پس از اسلام است و در شهرستان استهبان، بخش رونیز، دهستان خیر، ۳۰۰ متری شمال روستای خانه کت واقع شده و این اثر در تاریخ ۱۸ شهریور ۱۳۸۷ با شمارهٔ ثبت ۲۳۴۱۲ به‌عنوان یکی از آثار ملی ایران به ثبت رسیده است.